# Clarion Workshop

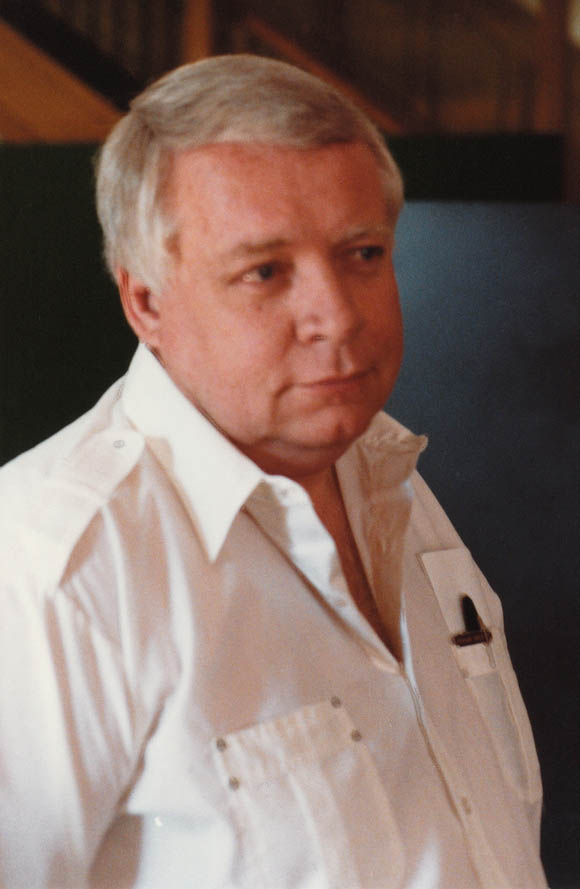
Algis Budrys lors de l'atelier organisé en 1985 à l'université d'État du Michigan à East Lansing.

Le Clarion Workshop est un atelier d'écriture américain de six semaines destiné aux aspirants écrivains de science-fiction et de fantasy.
Émanation du Milford Writer's Workshop (en), fondé en 1956 par Damon Knight et Kate Wilhelm à leur domicile de Milford en Pennsylvanie, le Clarion Workshop est créé en 1968 par Robin Scott Wilson. 
Situé initialement lui aussi en Pennsylvanie, au Clarion State College (en) à Clarion, l'atelier déménage en 1972 à l'université d'État du Michigan à East Lansing, puis en 2006 à l'université de Californie à San Diego. 
Knight et Wilhelm ont été parmi les premiers enseignants de l'atelier. D'autres personnalités de la science-fiction y ont ensuite enseigné, telles que Joanna Russ, Samuel R. Delany et Terry Carr. Parmi les étudiants, on compte Octavia E. Butler et Tamsyn Muir.
En 2015, l'atelier reçoit un don anonyme de 100 000 $. En 2020 et 2021, il est annulé en raison de la pandémie de Covid-19.

## Autres ateliers Clarion
Des ateliers indépendants partagent le nom de Clarion et suivent ses principes fondateurs.
- Le Clarion West Writers Workshop (en), fondé en 1971 par Vonda N. McIntyre à Seattle, dans l'État de Washington. Il a lieu chaque année depuis 1984.

- Le Clarion South Writers Workshop, fondé en 2004 à l'université Griffith de Brisbane, en Australie. Organisé tous les deux ans, l'atelier est « interrompu indéfiniment » en 2011[5].